# سامبيغو بانغورا
سامبيغو بانغورا (بالإنجليزية: Sambégou Bangoura)‏ (مواليد 3 أبريل 1982 في كوناكري) لاعب كرة قدم غيني دولي يجيد اللعب في خط الهجوم . يلعب حاليا لصالح نادي بانسيرايكوس اليوناني منذ 2009 .

## روابط خارجية
- سامبيغو بانغورا على موقع الاتحاد الدولي (مؤرشف)  (الإنجليزية)
- سامبيغو بانغورا على موقع قاعدة بيانات كرة القدم.إي يو (الإنجليزية)
- سامبيغو بانغورا على موقع ناشيونال فوتبول تيمز (الإنجليزية)
- سامبيغو بانغورا على موقع Soccerbase.com (لاعب) (الإنجليزية)
- سامبيغو بانغورا على موقع كووورة